# ニューポート駅 (パストレイン)
ニューポート駅（Newport）はニュージャージー州ジャージーシティのニューポートにあるパストレインの駅である。平日はホーボーケン-ワールド・トレード・センター線及びジャーナル・スクエア-33丁目線の列車が、週末はジャーナル・スクエア-33丁目線 (ホーボーケン経由)の列車が停車する。 2017年現在 、その推定平日利用者数は約20,000人で、2010年の平均平日乗客数17,000〜18,000人から増加  ハドソン-バーゲン・ライトレール（HBLR）の同名の駅が駅構外にあり、乗り換えることができる。

## 歴史

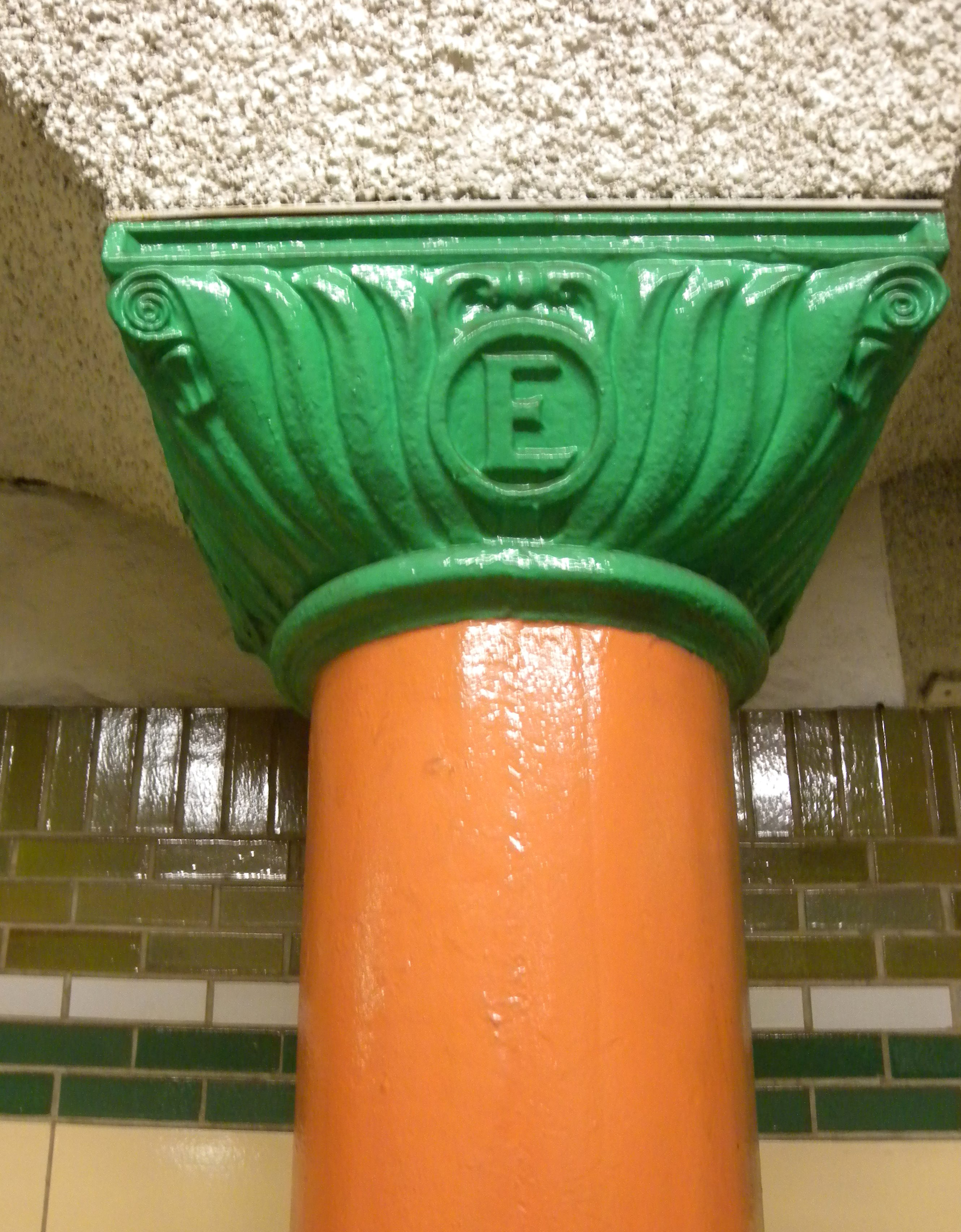
駅の柱には「E」のマークがある

1909年8月2日にハドソン・アンド・マンハッタン鉄道により開業。当時はエリー駅（Erie）という名称であり、駅の柱にある「E」のマークはこの駅名から来ている。1960年代のニューヨーク港湾公社による買収後、パヴォニア（Pavonia）と改称された。1988年には、ハドソン川周辺の再開発を反映して、パヴォニア/ニューポートとして知られるようになり、 2010年には現在の駅名であるニューポートと改称された。

## 駅構造
| G          | 地上階       | エントランス/出口 |
| B1         | メザニン     | 改札口、券売機 |
| B2ホーム階 | 南行線       | ← JSQ–33・JSQ–33 (via HOB) ジャーナル・スクエア駅行き（グローブ・ストリート駅） ← HOB–WTC ワールド・トレード・センター駅行                     |
| B2ホーム階 | 島式ホーム   | |
| B2ホーム階 | 北行線       | → JSQ–33 33丁目駅行き（クリストファー・ストリート駅） → → JSQ-33 (via HOB) 33丁目駅行き（ホーボーケン駅）→ → HOB–WTC ホーボーケン駅行 (終点) → |
| B2ホーム階 | 相対式ホーム | |

## 周辺施設

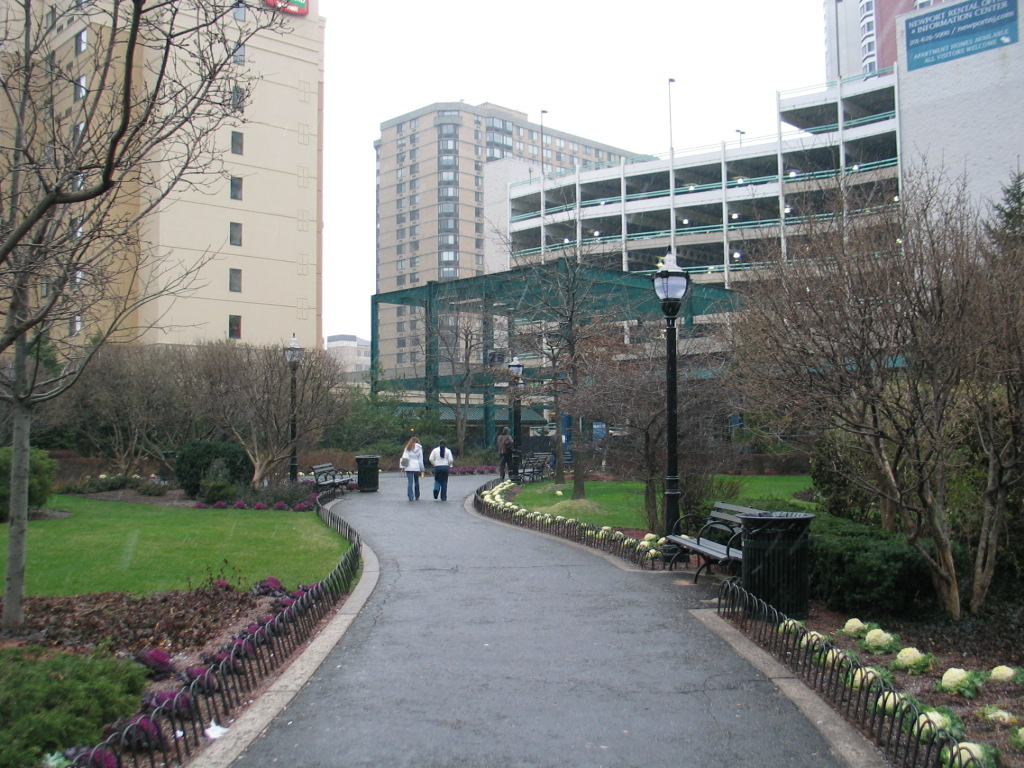
駅までの通路（距離）

- ハドソンリバーウォーターフロントウォークウェイ
- ハドソンアンドマンハッタン鉄道発電所
- ニューポートセンターモール
- ニューポートタワー

- ニューポート・センター（英語版）
- ニューポート・タワー（英語版）